# مارک ریچاردز
مارک ریچاردز (انگلیسی: Marc Richards؛ زادهٔ ۸ ژوئیهٔ ۱۹۸۲) بازیکن فوتبال اهل بریتانیا است.
از باشگاه‌هایی که در آن بازی کرده‌است می‌توان به باشگاه فوتبال بارنزلی، باشگاه فوتبال نورث‌همپتون تاون، باشگاه فوتبال بلکبرن روورز، باشگاه فوتبال سوانزی سیتی، باشگاه فوتبال چسترفیلد، باشگاه فوتبال اولدهام اتلتیک، باشگاه فوتبال کرو آلکساندرا، باشگاه فوتبال پورت ویل، و باشگاه فوتبال روچدیل اشاره کرد.
وی همچنین در تیم‌های ملی فوتبال زیر ۱۸ سال انگلستان و زیر ۲۰ سال انگلستان بازی کرده‌است.